# Luke Arnold
Luke Arnold (Adelaide, 31 maggio 1984) è un attore australiano.

## Biografia
Luke è nato ad Adelaide, South Australia, e andò alla scuola elementare del posto fino a quando la sua famiglia si trasferì a Sydney. Si trasferisce a Queensland per i suoi ultimi due anni di liceo al Sunshine Beach High School sulla Sunshine Coast. All'età di 18 anni, ha lavorato come assistente swordmaster nel film del 2003 Peter Pan. Si è laureato presso la Western Australian Academy of Performing Arts nel 2006, e ha fatto il suo debutto cinematografico come protagonista del film del 2009 Broken Hill. Questo film ha vinto una serie di premi a diversi festival internazionali, tra cui il miglior film nella categoria Generator +13 (ragazzi dai 13 ai 15 anni) al Giffoni Film Festival, in Italia. È apparso come guest star in varie serie televisive, tra cui City Homicide, Le sorelle McLeod; inoltre ha un ruolo ricorrente in Winners & Losers.
È noto principalmente per aver interpretato il ruolo del cantante Michael Hutchence nella serie televisiva INXS: Never Tear Us Apart e del pirata John Silver nella serie televisiva Black Sails. Oltre a essere attore è anche un romanziere. Il suo primo romanzo The Last Smile in Sunder City, edito da Hachette Australia, è stato tradotto in italiano e pubblicato da Nua Edizioni nel 2020 con il titolo L'ultimo sorriso di Sunder City.

## Filmografia

### Attore

#### Cinema
- One Perfect Day, regia di Andrew Lewis – cortometraggio (2006)
- Broken Hill, regia di Dagen Merrill (2009)
- Letters to Sally, regia di Matthew Jenkin – cortometraggio (2010)
- The Tunnel, regia di Carlo Ledesma (2011)
- Dealing with Destiny, regia di Colm O'Murchu (2011)
- Loaded, regia di Tim Bathurst – cortometraggio (2012)
- Murder in the Dark, regia di Dagen Merrill (2013)
- Waste of Time, regia di Alistair Marks e Ben Nicholas – cortometraggio (2016)
- Half Magic, regia di Heather Graham (2018)
- Deadman Standing, regia di Nicholas Barton (2018)

#### Televisione
- Le sorelle McLeod (McLeod's Daughters) – serie TV, episodio 7x26 (2007)
- The Strip – serie TV, episodio 1x07 (2008)
- Elephant Princess (The Elephant Princess) – serie TV, episodio 1x01 (2008)
- Rescue Special Ops – serie TV, episodi 1x04-1x13 (2009)
- Rush – serie TV, episodi 2x21-2x22 (2009)
- The Pacific – miniserie TV, puntata 4 (2010) non accreditato
- Panic at Rock Island, regia di Tony Tilse – film TV (2010)
- City Homicide – serie TV, episodio 5x02 (2011)
- Twentysomething – serie TV, episodio 1x12 (2011)
- Event Zero – serie TV, episodio 1x03 (2012)
- Lowdown – serie TV, episodio 2x03 (2012)
- Winners & Losers – serie TV, 6 episodi (2012)
- Never Tear Us Apart: The Untold Story of INXS, regia di Daina Reid – miniserie TV (2014)
- Rush Hour – serie TV, episodio 1x07 (2016)
- MacGyver – serie TV, episodio 1x10 (2016)
- Black Sails – serie TV, 38 episodi (2014-2017)
- Lethal Weapon – serie TV, episodio 2x22 (2018)
- Stretch Armstrong e i Flex Fighters – serie TV, 6 episodi (2017-2018)
- Salvation – serie TV, 7 episodi (2018)
- Glitch – serie TV, 8 episodi (2017-2019)
- The End – serie TV, 10 episodi (2020)
- Home and Away – serial TV, 27 puntate (2020-2021)
- Nautilus – serie TV, 10 episodi (2024)
- L'ultimo boss di Kings Cross (Last King of the Cross) – serie TV, 8 episodi (2024)

### Doppiatore
- Box Peek – serie TV, 3 episodi (2018-2019)

## Riconoscimenti
- 2015 – AACTA Award[9]
  - Candidatura al miglior attore in una serie drammatica per Never Tear Us Apart: The Untold Story of INXS
- 2015 – Logie Awards[9]
  - Most Outstanding Actor per Never Tear Us Apart: The Untold Story of INXS
  - Candidatura all'attore più popolare per Never Tear Us Apart: The Untold Story of INXS

## Doppiatori italiani
Nelle versioni in italiano delle opere in cui ha recitato, Luke Arnold è stato doppiato da:
- Gabriele Sabatini in Black Sails
- Gianluca Cortesi in Glitch